# Yvonne Oscarsson
Carin Sara Yvonne Oscarsson, född 13 maj 1955 i Ljusdal, är en svensk politiker (vänsterpartist). Hon var ordinarie riksdagsledamot 1998–2002, invald för Gävleborgs läns valkrets.
I riksdagen var hon ledamot i justitieutskottet 1998–2002.
Hon har också varit distriktsordförande för Vänsterpartiet i Gävleborgs län under en tioårsperiod.[källa behövs]
Oscarsson valdes 2007 till ordförande för bandyklubben Ljusdals BK.